# ははじま (掃海艇)
ははじま（ローマ字：JDS Hahajima, MSC-660、MCL-724）は、海上自衛隊の掃海艇。はつしま型掃海艇の12番艇。艇名は母島に由来する。

## 艦歴
「ははじま」は、昭和57年度計画掃海艇361号艇として、日本鋼管鶴見造船所で1983年5月20日に起工され、1984年6月27日に進水、1984年12月18日に就役し、第2掃海隊群第15掃海隊に編入され横須賀に配備された。
1986年12月16日、第2掃海隊群隷下に第17掃海隊が新編され、同日付で就役した「かみしま」とともに編入された。
1993年2月9日、第17掃海隊が大湊地方隊函館基地隊に編入。
1997年3月19日、隊番号の改正により、第17掃海隊が第45掃海隊に改称。
2002年3月4日、掃海管制艇に種別変更され、船籍番号がMCL-724に変更。掃海隊群第101掃海隊に編入され、定係港が呉に転籍。
2006年2月8日、除籍。